# Baraachit
Baraachit est une localité du sud du Liban, située à environ 80 km de Beyrouth, à 710 m d'altitude.

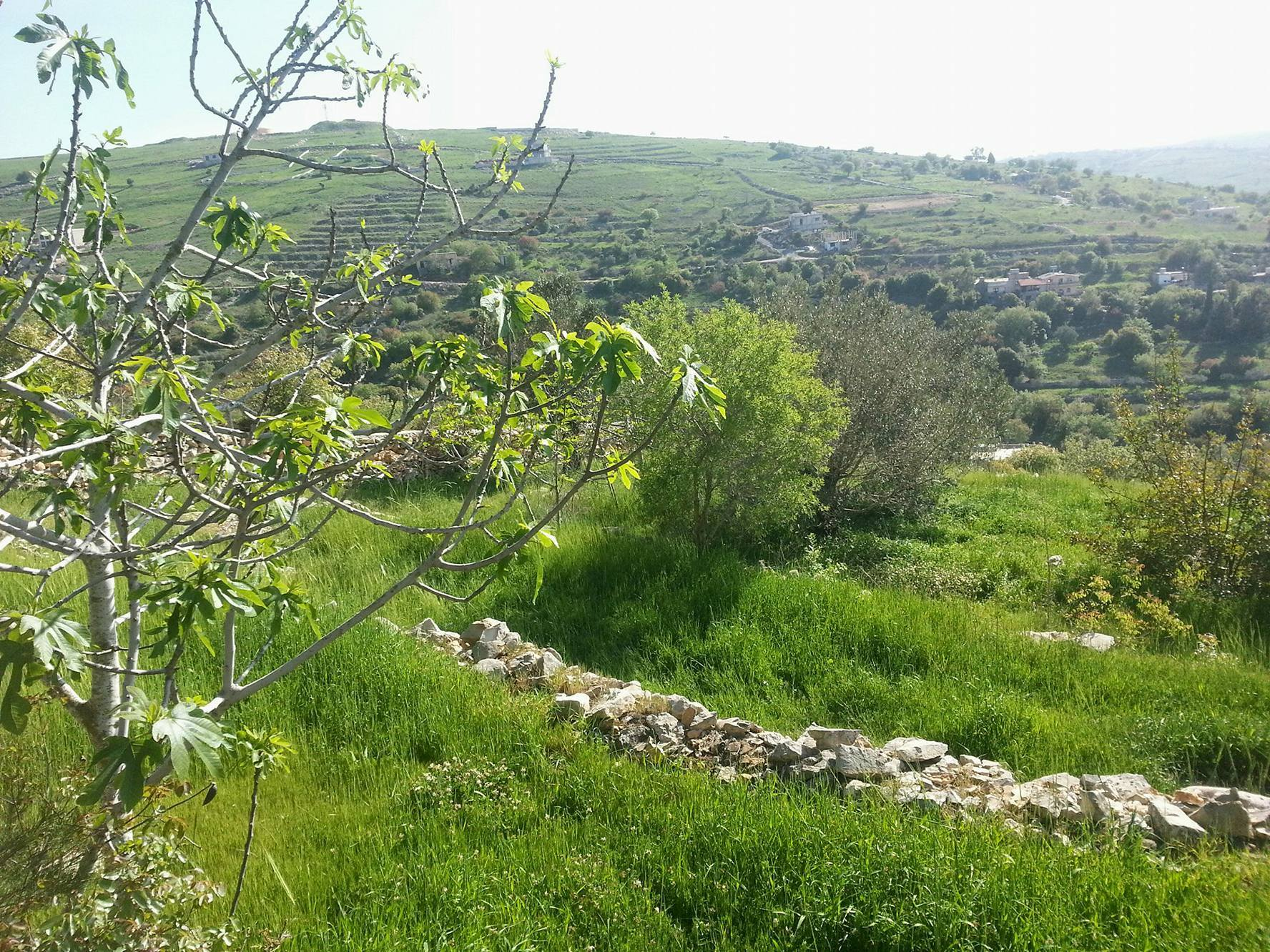
Champ à proximité de Baraachit

## Personnalités
- Melissa (1982-), chanteuse, est née à Baraachit.